# یوهان هافستاتر
یوهان هافستاتر (انگلیسی: Johann Hofstätter; ۱۲ ژانویهٔ ۱۹۱۳ – ۲۷ ژوئیهٔ ۱۹۹۶) بازیکن فوتبال اهل آلمان بود.
از باشگاه‌هایی که در آن بازی کرده‌است می‌توان به باشگاه فوتبال راپید وین اشاره کرد.
وی همچنین در تیم ملی فوتبال آلمان بازی کرده‌است.